# Eddie Peng
Eddie Peng Yu Yan (caratteri cinesi: 彭于晏; Taiwan, 24 marzo 1982) è un attore taiwanese cinematografico e televisivo, oltre ad essersi brevemente dilettato come cantante.

## Biografia e carriera
Cresciuto in Canada, Eddie ha frequentato con il nome di Edward Peng la scuola superiore Sir Winston Churchill, dalla quale si è diplomato nel 2000, e successivamente la University of British Columbia.
Tornato in terra natìa, ha iniziato ad essere conosciuto dal pubblico grazie al ruolo nella serie televisiva taiwanese/coreana Scent of Love, del 2003. Solo successivamente, nel 2005, si espanse al mercato della Cina continentale con il telefilm Chinese Paladin. Dopo aver recitato nella serie Shao Nian Yang Jia Jiang, nel 2006, rivolse l'attenzione anche al grande schermo, partecipando al film Exit No. 6.

## Filmografia

### Cinema
- Sei sum · Bat sik, regia di Gary Wing-Lun Mak (2006)
- Liu hao chu kou, regia di Yu-Hsien Lin (2006)
- Ji yin jue ding wo ai ni, regia di Yun-Chan Lee (2007)
- Ai de fa sheng lian xi, regia di Leading Li (2008)
- Nu ren bu huai, regia di Tsui Hark (2008)
- Ting shuo, regia di Fen-fen Cheng (2009)
- Jin zai zhi chi, regia di Hsiao-tse Cheng (2010)
- Leun yan sui yu, regia di Derek Tsang e Chi-Man Wan (2010)
- Fan gun ba! A Xin, regia di Yu-Hsien Lin (2011)
- Xia ri le you you, regia di Jingle Ma (2011)
- Ai, regia di Doze Niu (2012)
- Tai ji 1: Cong ling kai shi, regia di Stephen Fung (2012)
- Cold War (Hon zin), regia di Sunny Luk e Longman Leung (2012)
- Tai ji 2: Ying xiong jue qi, regia di Stephen Fung (2012)
- Fen shou he yue, regia di Ki-hwan Oh (2013)
- Unbeatable (Ji zhan), regia di Dante Lam (2013)
- Cong cong na nian, regia di Yibai Zhang (2014)
- Rise of the Legend (Huang feihong zhi yingxiong you meng), regia di Roy Chow (2014)
- Po feng, regia di Dante Lam (2015)
- Sheng zhe wei wang, regia di Luo Luo (2015)
- Jja-ijji-aen A-ni, regia di Kwak Jae-yong (2015)
- Xi You Ji: Sun Wukong san da Baigu Jing, regia di Pou-Soi Cheang e Jack Lai (2016)
- Zai shi jie de zhong xin hu huan ai, regia collettiva (2016)
- Wo de te gong ye ye, regia di Sammo Hung (2016)
- Hon zin 2, regia di Sunny Luk e Longman Leung (2016)
- Ngai sing, regia di Benny Chan (2016)
- Operazione Mekong (Mei Gong he xing dong), regia di Dante Lam (2016)
- The Great Wall (Cháng Chéng), regia di Zhang Yimou (2016)
- Cheng feng po lang, regia di Han Han (2017)
- Ming yue ji shi you, regia di Ann Hui (2017)
- Wu Kong, regia di Chi-Kin Kwok (2017)
- Xie bu ya zheng, regia di Jiang Wen (2018)
- Shen ye shi tang, regia di Tony Leung Ka-Fai (2019)
- Adidas - 2020 CNY, regia di Muh Chen - cortometraggio (2019)
- The Rescue (Jin ji jiu yuan), regia di Dante Lam (2020)
- Di yi lu xiang, regia di Ann Hui (2020)
- Marubi Tokyo, regia di Muh Chen - cortometraggio (2021)
- Re dai wang shi, regia di Shipei Wen (2021)
- The Kimberlite Diamond, regia di Muh Chen - cortometraggio (2021)
- Cim hang, regia di Jason Kwan (2023)
- Black Dog (Gǒu zhèn), regia di Guan Hu (2024)

### Televisione
- Ai qing bai pi shu – serie TV (2002)
- Scent of Love – serie TV, episodio 1x01 (2003)
- Xian jian qi xia zhuan – serie TV (2005)
- Only You – serie TV (2005)
- Shaonian Yang jia jiang – serie TV (2006-2007)
- Wo tsai Kenting* Tien chi ching – serie TV (2007)
- Niba se de chunbai, regia di Ta-Ching Yang – film TV (2007)
- Honey and Clover (Feng mi xing yun cao) – serie TV, 13 episodi (2008)
- Feng zhong qi yuan – serie TV, 36 episodi (2014)

## Partecipazioni a colonne sonore
- Da Hai Ai Lan Tian (大海愛藍天, L'oceano ama il cielo blu), When Dolphin Met Cat (2005)

## Riconoscimenti
- Quarantunesimi Golden Bell Award: candidatura come "Miglior Attore di Supporto" per Only You (2006)
- Quarantatreesimi Golden Bell Award: candidatura come "Miglior Attore" per Wayward Kenting (2007)